# Równina Janowska
Równina Janowska (341.312) – mikroregion fizycznogeograficzny, będący częścią Wyżyny Częstochowskiej. Wydzielenie takiego mikroregionu zaproponował Zdzisław Czeppe w 1972 roku.
Jest to równina znajdująca się w północno-wschodniej części Wyżyny Częstochowskiej i stopniowo obniżająca się w kierunku wschodnim do wysokości około 300 m n.p.m. Jej podłoże tworzą głównie piaski, gdzieniegdzie tylko występują pojedyncze wapienne pagórki i skałki. Przez równinę przepływa Wiercica będąca dopływem Warty. W północnej części utworzono Park Krajobrazowy Stawki obejmujący tereny porośnięte lasem, bagniska i 4 stawy. W jego obrębie znajduje się leśny Rezerwat przyrody Wielki Las. W dolinie Wiercicy utworzono Rezerwat przyrody Parkowe. W kierunku południowo-wschodnim Równina Janowska przechodzi w Obniżenie Pradeł.